# Catapausa bispinosa
Catapausa bispinosa là một loài bọ cánh cứng trong họ Cerambycidae.